# NGC 6242
NGC 6242 est un amas ouvert situé dans la constellation du Scorpion. Il a été découvert par l'astronome français Nicolas-Louis de Lacaille en 1751.
Selon la classification des amas ouverts de Robert Trumpler, cet amas renferme entre 50 et 100 étoiles (lettre m) dont la concentration est forte (I) et dont les magnitudes se répartissent sur un grand intervalle (le chiffre 3).

## Observation
Avec une magnitude visuelle de 6,4, on peut aisément observer l'amas avec de petites jumelles.

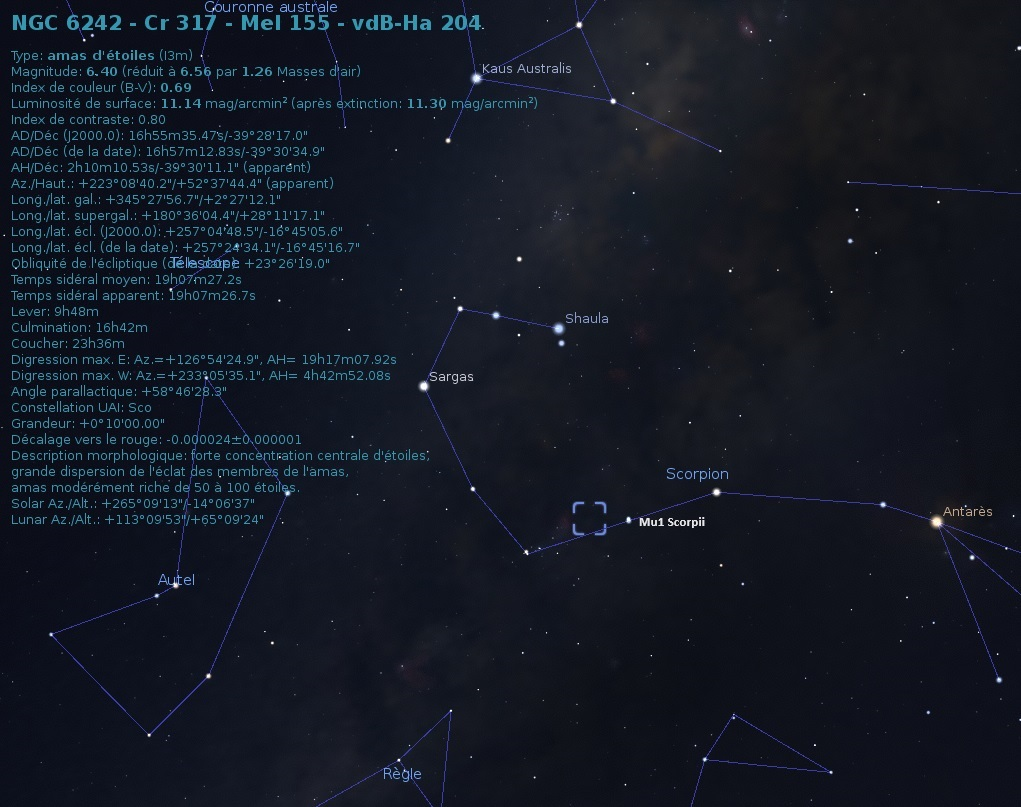
Localisation de NGC 6242 dans la constellation du Scorpion (Stellarium).

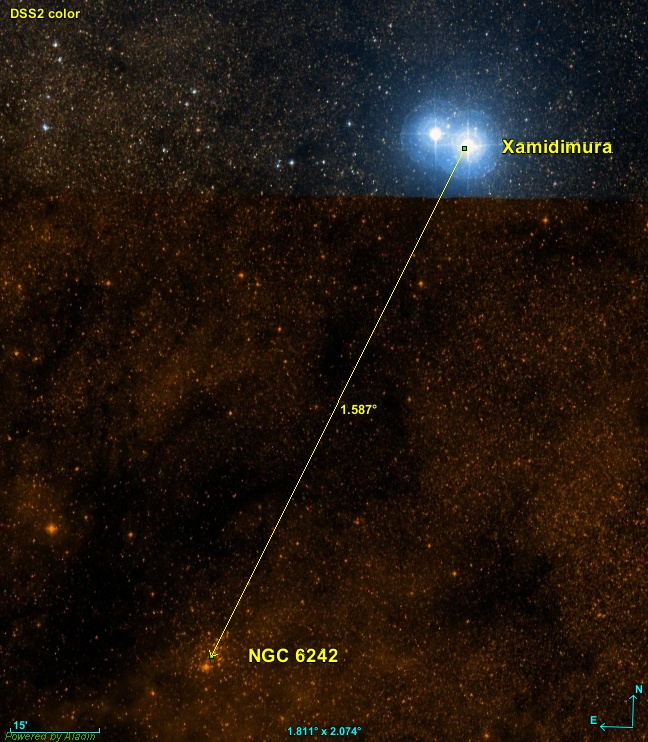
Position de NGC 6242 par rapport à une étoile.

NGC 6242 est situé à environ 1,6 degré au sud-est de Xamidimura (Mu1 Scorpii).

## Caractéristiques
Certaines caractéristiques apparaissent sur la base de données Simbad, mais une publication très récente (2023) basée sur les mesures de la parallaxe par le satellite Gaia a permis une mise à jour importante des données. Les données du « GAIA EARLY DATA RELEASE 3 (GAIA EDR3) » ont également permis aux auteurs (Almeida, Monteiro et Dias) de cette publication d'estimer la masse de 773 amas ouverts, dont celle de NGC 6242 qui est de 1529 ± 305 {\displaystyle M_{\odot }}.

### Distance, taille et vitesse
Selon Almeida et ses collègues, cet amas est à 1 219 ± 16 pc du système solaire.
La parallaxe moyenne des étoiles de l'amas a été obtenue des mesures effectuées par le satellite Gaia. Six valeurs différentes publiées dans de récents articles (2018 à 2022) sont indiquées sur la base de données Simbad : 0,757 ± 0,037 mas, 0,756 ± 0,081 mas, 0,768 ± 0,041 mas, 0,752 ± 0,082 mas, 0,755 ± 0,075 mas, et 0,755 ± 0,004 mas. La valeur moyenne de cet échantillon est égale à 0,757 2 ± 0,053 3 mas, ce qui correspond à une distance de 1321 +100
−87. Cette distance est compatible, quoiqu'un peu supérieure, à celle proposée par Almeida et ses collègues.
Selon les sources, la taille apparente de l'amas est de 6,6′ ou 9′, (7,8 ± 1,2'), ce qui, compte tenu de la distance de 1 219 ± 16 pc et grâce à un calcul simple, équivaut à une taille réelle de 9,0 ± 1,5 al.
Quatre vitesses très différentes sont indiquées sur la base de données Simbad: +1,61 ± 17,61 km/s −7,10 ± 0,31 km/s, −7,03 ± 0,33 km/s et 39,3 ± 39,5 km/s.

### Métallicité
Simbad rapporte une seule valeur de la métallicité, soit +0,034. Selon Almeida et ses collègues, la métallicité de l'amas est égale à 0,126 ± 0,041. Selon cette valeur, le pourcentage d'éléments lourds (plus lourds que l'hydrogène et l'hélium) de cet amas serait compris entre 122% et 147% (100,028 ± 0,065) de celui du Soleil.

### Âge
Webda et Lynga indiquent un âge de 11,7 millions d'années (log10=7,608),, ce qui est inférieur mais compatible avec l'âge de 68 millions d'années préconisé par Almeida.

## Étoiles
On peut obtenir les données de certaines des étoiles situées dans le champ de vision de cet amas sur Simbad en utilisant la requête NGC 6242 Num, où Num est un nombre de 1 à 23. Le tableau ci-dessous indique les propriétés des 23 étoiles les plus brillantes près de l'amas. De ces 23 étoiles, 22 montrent des caractéristiques communes, distance et mouvement propre, et elles sont sûrement membres de NGC 6242. Seule NGC 6242 8 peut être définitivement exclue, car elle est beaucoup plus rapprochée que les autres.
On pense que NGC 6242 est le lieu probable d'origine du microquasar en fuite GRO J1655-40.
| Num # | Nom          | α                | δ                 | type     | P (mas)         | d (pc)    | μα* (mas/an) | μδ* (mas/an) | mV    | Rem     |
| ----- | ------------ | ---------------- | ----------------- | -------- | --------------- | --------- | ------------ | ------------ | ----- | ------- |
| #8    | NGC 6242 8   | 16h 55m 34.0960s | -39° 28′ 15.0057″ |          | 1,4569 ± 0,2335 | 686 ± 100 | 1,414        | -0,323       | 12,13 | Nm      |
| #20   | CD-39 10874  | 16h 55m 40.9600s | -39° 31′ 02.0486″ | B4V      | 0,8456 ± 0,0263 | 1183 ± 37 | 1,070        | -0,864       | 11,04 |         |
| #15   | CPD-39 71584 | 16h 55m 25.3837s | -39° 27′ 10.3209″ |          | 0,831 ± 0,0297  | 1203 ± 43 | 1,155        | -0,812       | 10,82 |         |
| #17   | NGC 6242 17  | 16h 55m 36.7770s | -39° 29′ 22.7374″ |          | 0,8097 ± 0,0191 | 1235 ± 29 | 2,000        | -1,213       | 12,7  |         |
| #2    | HD 322211    | 16h 55m 25.0994s | -39° 29′ 01.9984″ | B5III    | 0,786 ± 0,0218  | 1272 ± 35 | 0,924        | -0,894       | 9,08  |         |
| #18   | NGC 6242 18  | 16h 55m 32.6981s | -39° 30′ 23.1552″ |          | 0,7843 ± 0,0177 | 1275 ± 29 | 1,132        | -0,998       | 13,13 |         |
| #4    | CD-39 10858  | 16h 55m 30.9661s | -39° 27′ 59.0426″ | B5:Vn    | 0,7812 ± 0,0228 | 1280 ± 37 | 1,076        | -0,912       | 9,96  | Em li   |
| #3    | CD-39 10855  | 16h 55m 26.6596s | -39° 30′ 07.2465″ | B2III    | 0,7811 ± 0,0194 | 1280 ± 32 | 0,800        | -0,515       | 10,11 | Em li   |
| #9    | NGC 6242 9   | 16h 55m 23.6539s | -39° 29′ 44.3378″ |          | 0,7781 ± 0,0236 | 1285 ± 39 | 1,098        | -0,639       | 11,59 |         |
| #1    | V* V1069 Sco | 16h 55m 30.9661s | -39° 27′ 59.0426″ | B2/3II   | 0,7763 ± 0,052  | 1288 ± 86 | 1,286        | -0,641       | 8,61  | Bin/ecl |
| #21   | CD-39 10876  | 16h 55m 44.6285s | -39° 30′ 41.4115″ | B6V      | 0,7725 ± 0,0346 | 1294 ± 58 | 0,816        | -0,760       | 11,07 |         |
| #6    | HD 152524    | 16h 55m 37.8128s | -39° 30′ 17.9169″ | K2II/III | 0,7717 ± 0,0217 | 1296 ± 36 | 0,945        | -0,960       | 7,28  |         |
| #10   | NGC 6242 10  | 16h 55m 22.7485s | -39° 29′ 18.0116″ |          | 0,7676 ± 0,0176 | 1303 ± 30 | 1,172        | -0,936       | 12,21 |         |
| #5    | CD-39 10866  | 16h 55m 35.1466s | -39° 28′ 40.4813″ | B5V:     | 0,7649 ± 0,0236 | 1307 ± 40 | 1,186        | -1,140       | 10,03 |         |
| #16   | CD-39 10864  | 16h 55m 32.5047s | -39° 29′ 24.7892″ |          | 0,7608 ± 0,0165 | 1314 ± 29 | 1,149        | -0,859       | 12,54 |         |
| #12   | CD-39 10861  | 16h 55m 28.8554s | -39° 25′ 48.9133″ | B3Ve     | 0,7605 ± 0,02   | 1315 ± 35 | 1,134        | -0,780       | 9,763 | Be      |
| #19   | NGC 6242 19  | 16h 55m 29.5169s | -39° 30′ 08.5078″ |          | 0,753 ± 0,0187  | 1328 ± 33 | 0,892        | -0,943       | 13,2  |         |
| #22   | CPD-39 7173  | 16h 55m 43.4835s | -39° 30′ 06.6079″ | B7e      | 0,7514 ± 0,0275 | 1331 ± 49 | 1,010        | -0,991       | 10,86 | Em li   |
| #7    | NGC 6242 7   | 16h 55m 32.1102s | -39° 28′ 31.9150″ |          | 0,7503 ± 0,0157 | 1333 ± 28 | 0,898        | -0,954       | 12,13 |         |
| #14   | CD-39 10859  | 16h 55m 28.4585s | -39° 27′ 09.0773″ |          | 0,7422 ± 0,0204 | 1347 ± 37 | 1,159        | -0,719       | 10,47 |         |
| #23   | CD-39 10859  | 16h 55m 47.0084s | -39° 30′ 00.4397″ | B7V:     | 0,7273 ± 0,0249 | 1375 ± 47 | 1,097        | -0,861       | 11,53 |         |
| #13   | CD-39 10863  | 16h 55m 31.2074s | -39° 26′ 39.7301″ | B6V      | 0,7265 ± 0,0251 | 1376 ± 48 | 1,155        | -0,808       | 10,35 |         |
| #11   | NGC 6242 11  | 16h 55m 28.8794s | -39° 26′ 28.6552″ |          | 0,7193 ± 0,0191 | 1390 ± 37 | 1,053        | -0,836       | 11,83 |         |

- Nm = Non membre
- Em li = Étoile à spectre d'émission (en)
- Bin/ecl = Binaire à éclipses
- Be = Étoile Be

Simbad montre aussi un bouton nommé Children. En cliquant sur ce bouton, on atteint une section de cette base de données qui renferme un tableau contenant 901 entrées pour NGC 6242. Cependant, des étoiles (les Children) peuvent apparaître plusieurs fois dans la deuxième colonne du tableau, d'où le nombre de liens bibliographiques qui est supérieure au nombre d'étoiles. La quatrième colonne de ce tableau indique la probabilité que l'étoile appartienne à l'amas. En cliquant sur le titre de cette colonne, on peut classer la probabilité par ordre croissant ou décroissant. En cliquant sur la désignation de l'étoile, on atteint la page de Simbad qui résume ses propriétés.